# Lil' Dub Chefin
Singles de Gorillaz
Tomorrow Comes Today
(2001) Feel Good Inc.
(2002)
Pistes de Laika Come Home
A Fistful of Peanuts (Clint Eastwood)
Lil' Dub Chefin’ est une chanson du groupe britannique Gorillaz. Il s'agit de l'unique single extrait de Laika Come Home, leur album de remixes réalisés par Spacemonkeyz. Il s'agit d'un remix reggae instrumental de la chanson M1 A1 présente sur le premier album éponyme de Gorillaz.

## Liste des titres
- CD

1. Lil' Dub Chefin’ (album version)
2. Lil' Dub Chefin’ (radio edit)
3. Space Monkeyz Theme
4. Lil' Dub Chefin’ (video)

- Vinyle 12"

1. Lil' Dub Chefin’ (album version)
2. Lil' Dub Chefin’ (radio edit)
3. Space Monkeyz Theme